# Пішак
| Пішак       | Пішак        |
| ----------- | ------------ |
| Білий пішак | Чорний пішак |

Піша́к (літерове позначення в алгебраїчній шаховій нотації — англ. p.) — найслабша шахова фігура. На початку партії кожна з сторін має по 8 пішаків, які розташовані: білі на другій, а чорні — на сьомій горизонталях. Пішак, що досягнув восьмої (для білих) або першої (для чорних) горизонталі, виконує перетворення.
Залежно від вертикалі, на якій перебуває пішак, його називають королівським, ферзевим, туровим, слоновим та коньовим.
Також пішаки «e» та «d» називають центральними. Пішаки «a», «h» називають також крайніми. Розрізняють також пішаків: прохідних, ізольованих, пов'язаних, блокованих, подвоєних та висячих.

## Хід
|   | a | b | c | d | e | f | g | h |   |
| 8 | a7 чорний пішак · b7 чорний пішак · c7 чорний пішак · d7 чорний пішак · e7 чорний пішак · f7 чорний пішак · g7 чорний пішак · h7 чорний пішак · a2 білий пішак · b2 білий пішак · c2 білий пішак · d2 білий пішак · e2 білий пішак · f2 білий пішак · g2 білий пішак · h2 білий пішак | a7 чорний пішак · b7 чорний пішак · c7 чорний пішак · d7 чорний пішак · e7 чорний пішак · f7 чорний пішак · g7 чорний пішак · h7 чорний пішак · a2 білий пішак · b2 білий пішак · c2 білий пішак · d2 білий пішак · e2 білий пішак · f2 білий пішак · g2 білий пішак · h2 білий пішак | a7 чорний пішак · b7 чорний пішак · c7 чорний пішак · d7 чорний пішак · e7 чорний пішак · f7 чорний пішак · g7 чорний пішак · h7 чорний пішак · a2 білий пішак · b2 білий пішак · c2 білий пішак · d2 білий пішак · e2 білий пішак · f2 білий пішак · g2 білий пішак · h2 білий пішак | a7 чорний пішак · b7 чорний пішак · c7 чорний пішак · d7 чорний пішак · e7 чорний пішак · f7 чорний пішак · g7 чорний пішак · h7 чорний пішак · a2 білий пішак · b2 білий пішак · c2 білий пішак · d2 білий пішак · e2 білий пішак · f2 білий пішак · g2 білий пішак · h2 білий пішак | a7 чорний пішак · b7 чорний пішак · c7 чорний пішак · d7 чорний пішак · e7 чорний пішак · f7 чорний пішак · g7 чорний пішак · h7 чорний пішак · a2 білий пішак · b2 білий пішак · c2 білий пішак · d2 білий пішак · e2 білий пішак · f2 білий пішак · g2 білий пішак · h2 білий пішак | a7 чорний пішак · b7 чорний пішак · c7 чорний пішак · d7 чорний пішак · e7 чорний пішак · f7 чорний пішак · g7 чорний пішак · h7 чорний пішак · a2 білий пішак · b2 білий пішак · c2 білий пішак · d2 білий пішак · e2 білий пішак · f2 білий пішак · g2 білий пішак · h2 білий пішак | a7 чорний пішак · b7 чорний пішак · c7 чорний пішак · d7 чорний пішак · e7 чорний пішак · f7 чорний пішак · g7 чорний пішак · h7 чорний пішак · a2 білий пішак · b2 білий пішак · c2 білий пішак · d2 білий пішак · e2 білий пішак · f2 білий пішак · g2 білий пішак · h2 білий пішак | a7 чорний пішак · b7 чорний пішак · c7 чорний пішак · d7 чорний пішак · e7 чорний пішак · f7 чорний пішак · g7 чорний пішак · h7 чорний пішак · a2 білий пішак · b2 білий пішак · c2 білий пішак · d2 білий пішак · e2 білий пішак · f2 білий пішак · g2 білий пішак · h2 білий пішак | 8 |
| 7 | a7 чорний пішак · b7 чорний пішак · c7 чорний пішак · d7 чорний пішак · e7 чорний пішак · f7 чорний пішак · g7 чорний пішак · h7 чорний пішак · a2 білий пішак · b2 білий пішак · c2 білий пішак · d2 білий пішак · e2 білий пішак · f2 білий пішак · g2 білий пішак · h2 білий пішак | a7 чорний пішак · b7 чорний пішак · c7 чорний пішак · d7 чорний пішак · e7 чорний пішак · f7 чорний пішак · g7 чорний пішак · h7 чорний пішак · a2 білий пішак · b2 білий пішак · c2 білий пішак · d2 білий пішак · e2 білий пішак · f2 білий пішак · g2 білий пішак · h2 білий пішак | a7 чорний пішак · b7 чорний пішак · c7 чорний пішак · d7 чорний пішак · e7 чорний пішак · f7 чорний пішак · g7 чорний пішак · h7 чорний пішак · a2 білий пішак · b2 білий пішак · c2 білий пішак · d2 білий пішак · e2 білий пішак · f2 білий пішак · g2 білий пішак · h2 білий пішак | a7 чорний пішак · b7 чорний пішак · c7 чорний пішак · d7 чорний пішак · e7 чорний пішак · f7 чорний пішак · g7 чорний пішак · h7 чорний пішак · a2 білий пішак · b2 білий пішак · c2 білий пішак · d2 білий пішак · e2 білий пішак · f2 білий пішак · g2 білий пішак · h2 білий пішак | a7 чорний пішак · b7 чорний пішак · c7 чорний пішак · d7 чорний пішак · e7 чорний пішак · f7 чорний пішак · g7 чорний пішак · h7 чорний пішак · a2 білий пішак · b2 білий пішак · c2 білий пішак · d2 білий пішак · e2 білий пішак · f2 білий пішак · g2 білий пішак · h2 білий пішак | a7 чорний пішак · b7 чорний пішак · c7 чорний пішак · d7 чорний пішак · e7 чорний пішак · f7 чорний пішак · g7 чорний пішак · h7 чорний пішак · a2 білий пішак · b2 білий пішак · c2 білий пішак · d2 білий пішак · e2 білий пішак · f2 білий пішак · g2 білий пішак · h2 білий пішак | a7 чорний пішак · b7 чорний пішак · c7 чорний пішак · d7 чорний пішак · e7 чорний пішак · f7 чорний пішак · g7 чорний пішак · h7 чорний пішак · a2 білий пішак · b2 білий пішак · c2 білий пішак · d2 білий пішак · e2 білий пішак · f2 білий пішак · g2 білий пішак · h2 білий пішак | a7 чорний пішак · b7 чорний пішак · c7 чорний пішак · d7 чорний пішак · e7 чорний пішак · f7 чорний пішак · g7 чорний пішак · h7 чорний пішак · a2 білий пішак · b2 білий пішак · c2 білий пішак · d2 білий пішак · e2 білий пішак · f2 білий пішак · g2 білий пішак · h2 білий пішак | 7 |
| 6 | a7 чорний пішак · b7 чорний пішак · c7 чорний пішак · d7 чорний пішак · e7 чорний пішак · f7 чорний пішак · g7 чорний пішак · h7 чорний пішак · a2 білий пішак · b2 білий пішак · c2 білий пішак · d2 білий пішак · e2 білий пішак · f2 білий пішак · g2 білий пішак · h2 білий пішак | a7 чорний пішак · b7 чорний пішак · c7 чорний пішак · d7 чорний пішак · e7 чорний пішак · f7 чорний пішак · g7 чорний пішак · h7 чорний пішак · a2 білий пішак · b2 білий пішак · c2 білий пішак · d2 білий пішак · e2 білий пішак · f2 білий пішак · g2 білий пішак · h2 білий пішак | a7 чорний пішак · b7 чорний пішак · c7 чорний пішак · d7 чорний пішак · e7 чорний пішак · f7 чорний пішак · g7 чорний пішак · h7 чорний пішак · a2 білий пішак · b2 білий пішак · c2 білий пішак · d2 білий пішак · e2 білий пішак · f2 білий пішак · g2 білий пішак · h2 білий пішак | a7 чорний пішак · b7 чорний пішак · c7 чорний пішак · d7 чорний пішак · e7 чорний пішак · f7 чорний пішак · g7 чорний пішак · h7 чорний пішак · a2 білий пішак · b2 білий пішак · c2 білий пішак · d2 білий пішак · e2 білий пішак · f2 білий пішак · g2 білий пішак · h2 білий пішак | a7 чорний пішак · b7 чорний пішак · c7 чорний пішак · d7 чорний пішак · e7 чорний пішак · f7 чорний пішак · g7 чорний пішак · h7 чорний пішак · a2 білий пішак · b2 білий пішак · c2 білий пішак · d2 білий пішак · e2 білий пішак · f2 білий пішак · g2 білий пішак · h2 білий пішак | a7 чорний пішак · b7 чорний пішак · c7 чорний пішак · d7 чорний пішак · e7 чорний пішак · f7 чорний пішак · g7 чорний пішак · h7 чорний пішак · a2 білий пішак · b2 білий пішак · c2 білий пішак · d2 білий пішак · e2 білий пішак · f2 білий пішак · g2 білий пішак · h2 білий пішак | a7 чорний пішак · b7 чорний пішак · c7 чорний пішак · d7 чорний пішак · e7 чорний пішак · f7 чорний пішак · g7 чорний пішак · h7 чорний пішак · a2 білий пішак · b2 білий пішак · c2 білий пішак · d2 білий пішак · e2 білий пішак · f2 білий пішак · g2 білий пішак · h2 білий пішак | a7 чорний пішак · b7 чорний пішак · c7 чорний пішак · d7 чорний пішак · e7 чорний пішак · f7 чорний пішак · g7 чорний пішак · h7 чорний пішак · a2 білий пішак · b2 білий пішак · c2 білий пішак · d2 білий пішак · e2 білий пішак · f2 білий пішак · g2 білий пішак · h2 білий пішак | 6 |
| 5 | a7 чорний пішак · b7 чорний пішак · c7 чорний пішак · d7 чорний пішак · e7 чорний пішак · f7 чорний пішак · g7 чорний пішак · h7 чорний пішак · a2 білий пішак · b2 білий пішак · c2 білий пішак · d2 білий пішак · e2 білий пішак · f2 білий пішак · g2 білий пішак · h2 білий пішак | a7 чорний пішак · b7 чорний пішак · c7 чорний пішак · d7 чорний пішак · e7 чорний пішак · f7 чорний пішак · g7 чорний пішак · h7 чорний пішак · a2 білий пішак · b2 білий пішак · c2 білий пішак · d2 білий пішак · e2 білий пішак · f2 білий пішак · g2 білий пішак · h2 білий пішак | a7 чорний пішак · b7 чорний пішак · c7 чорний пішак · d7 чорний пішак · e7 чорний пішак · f7 чорний пішак · g7 чорний пішак · h7 чорний пішак · a2 білий пішак · b2 білий пішак · c2 білий пішак · d2 білий пішак · e2 білий пішак · f2 білий пішак · g2 білий пішак · h2 білий пішак | a7 чорний пішак · b7 чорний пішак · c7 чорний пішак · d7 чорний пішак · e7 чорний пішак · f7 чорний пішак · g7 чорний пішак · h7 чорний пішак · a2 білий пішак · b2 білий пішак · c2 білий пішак · d2 білий пішак · e2 білий пішак · f2 білий пішак · g2 білий пішак · h2 білий пішак | a7 чорний пішак · b7 чорний пішак · c7 чорний пішак · d7 чорний пішак · e7 чорний пішак · f7 чорний пішак · g7 чорний пішак · h7 чорний пішак · a2 білий пішак · b2 білий пішак · c2 білий пішак · d2 білий пішак · e2 білий пішак · f2 білий пішак · g2 білий пішак · h2 білий пішак | a7 чорний пішак · b7 чорний пішак · c7 чорний пішак · d7 чорний пішак · e7 чорний пішак · f7 чорний пішак · g7 чорний пішак · h7 чорний пішак · a2 білий пішак · b2 білий пішак · c2 білий пішак · d2 білий пішак · e2 білий пішак · f2 білий пішак · g2 білий пішак · h2 білий пішак | a7 чорний пішак · b7 чорний пішак · c7 чорний пішак · d7 чорний пішак · e7 чорний пішак · f7 чорний пішак · g7 чорний пішак · h7 чорний пішак · a2 білий пішак · b2 білий пішак · c2 білий пішак · d2 білий пішак · e2 білий пішак · f2 білий пішак · g2 білий пішак · h2 білий пішак | a7 чорний пішак · b7 чорний пішак · c7 чорний пішак · d7 чорний пішак · e7 чорний пішак · f7 чорний пішак · g7 чорний пішак · h7 чорний пішак · a2 білий пішак · b2 білий пішак · c2 білий пішак · d2 білий пішак · e2 білий пішак · f2 білий пішак · g2 білий пішак · h2 білий пішак | 5 |
| 4 | a7 чорний пішак · b7 чорний пішак · c7 чорний пішак · d7 чорний пішак · e7 чорний пішак · f7 чорний пішак · g7 чорний пішак · h7 чорний пішак · a2 білий пішак · b2 білий пішак · c2 білий пішак · d2 білий пішак · e2 білий пішак · f2 білий пішак · g2 білий пішак · h2 білий пішак | a7 чорний пішак · b7 чорний пішак · c7 чорний пішак · d7 чорний пішак · e7 чорний пішак · f7 чорний пішак · g7 чорний пішак · h7 чорний пішак · a2 білий пішак · b2 білий пішак · c2 білий пішак · d2 білий пішак · e2 білий пішак · f2 білий пішак · g2 білий пішак · h2 білий пішак | a7 чорний пішак · b7 чорний пішак · c7 чорний пішак · d7 чорний пішак · e7 чорний пішак · f7 чорний пішак · g7 чорний пішак · h7 чорний пішак · a2 білий пішак · b2 білий пішак · c2 білий пішак · d2 білий пішак · e2 білий пішак · f2 білий пішак · g2 білий пішак · h2 білий пішак | a7 чорний пішак · b7 чорний пішак · c7 чорний пішак · d7 чорний пішак · e7 чорний пішак · f7 чорний пішак · g7 чорний пішак · h7 чорний пішак · a2 білий пішак · b2 білий пішак · c2 білий пішак · d2 білий пішак · e2 білий пішак · f2 білий пішак · g2 білий пішак · h2 білий пішак | a7 чорний пішак · b7 чорний пішак · c7 чорний пішак · d7 чорний пішак · e7 чорний пішак · f7 чорний пішак · g7 чорний пішак · h7 чорний пішак · a2 білий пішак · b2 білий пішак · c2 білий пішак · d2 білий пішак · e2 білий пішак · f2 білий пішак · g2 білий пішак · h2 білий пішак | a7 чорний пішак · b7 чорний пішак · c7 чорний пішак · d7 чорний пішак · e7 чорний пішак · f7 чорний пішак · g7 чорний пішак · h7 чорний пішак · a2 білий пішак · b2 білий пішак · c2 білий пішак · d2 білий пішак · e2 білий пішак · f2 білий пішак · g2 білий пішак · h2 білий пішак | a7 чорний пішак · b7 чорний пішак · c7 чорний пішак · d7 чорний пішак · e7 чорний пішак · f7 чорний пішак · g7 чорний пішак · h7 чорний пішак · a2 білий пішак · b2 білий пішак · c2 білий пішак · d2 білий пішак · e2 білий пішак · f2 білий пішак · g2 білий пішак · h2 білий пішак | a7 чорний пішак · b7 чорний пішак · c7 чорний пішак · d7 чорний пішак · e7 чорний пішак · f7 чорний пішак · g7 чорний пішак · h7 чорний пішак · a2 білий пішак · b2 білий пішак · c2 білий пішак · d2 білий пішак · e2 білий пішак · f2 білий пішак · g2 білий пішак · h2 білий пішак | 4 |
| 3 | a7 чорний пішак · b7 чорний пішак · c7 чорний пішак · d7 чорний пішак · e7 чорний пішак · f7 чорний пішак · g7 чорний пішак · h7 чорний пішак · a2 білий пішак · b2 білий пішак · c2 білий пішак · d2 білий пішак · e2 білий пішак · f2 білий пішак · g2 білий пішак · h2 білий пішак | a7 чорний пішак · b7 чорний пішак · c7 чорний пішак · d7 чорний пішак · e7 чорний пішак · f7 чорний пішак · g7 чорний пішак · h7 чорний пішак · a2 білий пішак · b2 білий пішак · c2 білий пішак · d2 білий пішак · e2 білий пішак · f2 білий пішак · g2 білий пішак · h2 білий пішак | a7 чорний пішак · b7 чорний пішак · c7 чорний пішак · d7 чорний пішак · e7 чорний пішак · f7 чорний пішак · g7 чорний пішак · h7 чорний пішак · a2 білий пішак · b2 білий пішак · c2 білий пішак · d2 білий пішак · e2 білий пішак · f2 білий пішак · g2 білий пішак · h2 білий пішак | a7 чорний пішак · b7 чорний пішак · c7 чорний пішак · d7 чорний пішак · e7 чорний пішак · f7 чорний пішак · g7 чорний пішак · h7 чорний пішак · a2 білий пішак · b2 білий пішак · c2 білий пішак · d2 білий пішак · e2 білий пішак · f2 білий пішак · g2 білий пішак · h2 білий пішак | a7 чорний пішак · b7 чорний пішак · c7 чорний пішак · d7 чорний пішак · e7 чорний пішак · f7 чорний пішак · g7 чорний пішак · h7 чорний пішак · a2 білий пішак · b2 білий пішак · c2 білий пішак · d2 білий пішак · e2 білий пішак · f2 білий пішак · g2 білий пішак · h2 білий пішак | a7 чорний пішак · b7 чорний пішак · c7 чорний пішак · d7 чорний пішак · e7 чорний пішак · f7 чорний пішак · g7 чорний пішак · h7 чорний пішак · a2 білий пішак · b2 білий пішак · c2 білий пішак · d2 білий пішак · e2 білий пішак · f2 білий пішак · g2 білий пішак · h2 білий пішак | a7 чорний пішак · b7 чорний пішак · c7 чорний пішак · d7 чорний пішак · e7 чорний пішак · f7 чорний пішак · g7 чорний пішак · h7 чорний пішак · a2 білий пішак · b2 білий пішак · c2 білий пішак · d2 білий пішак · e2 білий пішак · f2 білий пішак · g2 білий пішак · h2 білий пішак | a7 чорний пішак · b7 чорний пішак · c7 чорний пішак · d7 чорний пішак · e7 чорний пішак · f7 чорний пішак · g7 чорний пішак · h7 чорний пішак · a2 білий пішак · b2 білий пішак · c2 білий пішак · d2 білий пішак · e2 білий пішак · f2 білий пішак · g2 білий пішак · h2 білий пішак | 3 |
| 2 | a7 чорний пішак · b7 чорний пішак · c7 чорний пішак · d7 чорний пішак · e7 чорний пішак · f7 чорний пішак · g7 чорний пішак · h7 чорний пішак · a2 білий пішак · b2 білий пішак · c2 білий пішак · d2 білий пішак · e2 білий пішак · f2 білий пішак · g2 білий пішак · h2 білий пішак | a7 чорний пішак · b7 чорний пішак · c7 чорний пішак · d7 чорний пішак · e7 чорний пішак · f7 чорний пішак · g7 чорний пішак · h7 чорний пішак · a2 білий пішак · b2 білий пішак · c2 білий пішак · d2 білий пішак · e2 білий пішак · f2 білий пішак · g2 білий пішак · h2 білий пішак | a7 чорний пішак · b7 чорний пішак · c7 чорний пішак · d7 чорний пішак · e7 чорний пішак · f7 чорний пішак · g7 чорний пішак · h7 чорний пішак · a2 білий пішак · b2 білий пішак · c2 білий пішак · d2 білий пішак · e2 білий пішак · f2 білий пішак · g2 білий пішак · h2 білий пішак | a7 чорний пішак · b7 чорний пішак · c7 чорний пішак · d7 чорний пішак · e7 чорний пішак · f7 чорний пішак · g7 чорний пішак · h7 чорний пішак · a2 білий пішак · b2 білий пішак · c2 білий пішак · d2 білий пішак · e2 білий пішак · f2 білий пішак · g2 білий пішак · h2 білий пішак | a7 чорний пішак · b7 чорний пішак · c7 чорний пішак · d7 чорний пішак · e7 чорний пішак · f7 чорний пішак · g7 чорний пішак · h7 чорний пішак · a2 білий пішак · b2 білий пішак · c2 білий пішак · d2 білий пішак · e2 білий пішак · f2 білий пішак · g2 білий пішак · h2 білий пішак | a7 чорний пішак · b7 чорний пішак · c7 чорний пішак · d7 чорний пішак · e7 чорний пішак · f7 чорний пішак · g7 чорний пішак · h7 чорний пішак · a2 білий пішак · b2 білий пішак · c2 білий пішак · d2 білий пішак · e2 білий пішак · f2 білий пішак · g2 білий пішак · h2 білий пішак | a7 чорний пішак · b7 чорний пішак · c7 чорний пішак · d7 чорний пішак · e7 чорний пішак · f7 чорний пішак · g7 чорний пішак · h7 чорний пішак · a2 білий пішак · b2 білий пішак · c2 білий пішак · d2 білий пішак · e2 білий пішак · f2 білий пішак · g2 білий пішак · h2 білий пішак | a7 чорний пішак · b7 чорний пішак · c7 чорний пішак · d7 чорний пішак · e7 чорний пішак · f7 чорний пішак · g7 чорний пішак · h7 чорний пішак · a2 білий пішак · b2 білий пішак · c2 білий пішак · d2 білий пішак · e2 білий пішак · f2 білий пішак · g2 білий пішак · h2 білий пішак | 2 |
| 1 | a7 чорний пішак · b7 чорний пішак · c7 чорний пішак · d7 чорний пішак · e7 чорний пішак · f7 чорний пішак · g7 чорний пішак · h7 чорний пішак · a2 білий пішак · b2 білий пішак · c2 білий пішак · d2 білий пішак · e2 білий пішак · f2 білий пішак · g2 білий пішак · h2 білий пішак | a7 чорний пішак · b7 чорний пішак · c7 чорний пішак · d7 чорний пішак · e7 чорний пішак · f7 чорний пішак · g7 чорний пішак · h7 чорний пішак · a2 білий пішак · b2 білий пішак · c2 білий пішак · d2 білий пішак · e2 білий пішак · f2 білий пішак · g2 білий пішак · h2 білий пішак | a7 чорний пішак · b7 чорний пішак · c7 чорний пішак · d7 чорний пішак · e7 чорний пішак · f7 чорний пішак · g7 чорний пішак · h7 чорний пішак · a2 білий пішак · b2 білий пішак · c2 білий пішак · d2 білий пішак · e2 білий пішак · f2 білий пішак · g2 білий пішак · h2 білий пішак | a7 чорний пішак · b7 чорний пішак · c7 чорний пішак · d7 чорний пішак · e7 чорний пішак · f7 чорний пішак · g7 чорний пішак · h7 чорний пішак · a2 білий пішак · b2 білий пішак · c2 білий пішак · d2 білий пішак · e2 білий пішак · f2 білий пішак · g2 білий пішак · h2 білий пішак | a7 чорний пішак · b7 чорний пішак · c7 чорний пішак · d7 чорний пішак · e7 чорний пішак · f7 чорний пішак · g7 чорний пішак · h7 чорний пішак · a2 білий пішак · b2 білий пішак · c2 білий пішак · d2 білий пішак · e2 білий пішак · f2 білий пішак · g2 білий пішак · h2 білий пішак | a7 чорний пішак · b7 чорний пішак · c7 чорний пішак · d7 чорний пішак · e7 чорний пішак · f7 чорний пішак · g7 чорний пішак · h7 чорний пішак · a2 білий пішак · b2 білий пішак · c2 білий пішак · d2 білий пішак · e2 білий пішак · f2 білий пішак · g2 білий пішак · h2 білий пішак | a7 чорний пішак · b7 чорний пішак · c7 чорний пішак · d7 чорний пішак · e7 чорний пішак · f7 чорний пішак · g7 чорний пішак · h7 чорний пішак · a2 білий пішак · b2 білий пішак · c2 білий пішак · d2 білий пішак · e2 білий пішак · f2 білий пішак · g2 білий пішак · h2 білий пішак | a7 чорний пішак · b7 чорний пішак · c7 чорний пішак · d7 чорний пішак · e7 чорний пішак · f7 чорний пішак · g7 чорний пішак · h7 чорний пішак · a2 білий пішак · b2 білий пішак · c2 білий пішак · d2 білий пішак · e2 білий пішак · f2 білий пішак · g2 білий пішак · h2 білий пішак | 1 |
|   | a | b | c | d | e | f | g | h |   |

|   | a | b | c | d | e | f | g | h |   |
| 8 | e7 білий кружок · g7 білий кружок · f6 білий пішак · c5 чорний хрестик · c4 білий пішак · e4 чорний хрестик · e3 чорний хрестик · e2 білий пішак | e7 білий кружок · g7 білий кружок · f6 білий пішак · c5 чорний хрестик · c4 білий пішак · e4 чорний хрестик · e3 чорний хрестик · e2 білий пішак | e7 білий кружок · g7 білий кружок · f6 білий пішак · c5 чорний хрестик · c4 білий пішак · e4 чорний хрестик · e3 чорний хрестик · e2 білий пішак | e7 білий кружок · g7 білий кружок · f6 білий пішак · c5 чорний хрестик · c4 білий пішак · e4 чорний хрестик · e3 чорний хрестик · e2 білий пішак | e7 білий кружок · g7 білий кружок · f6 білий пішак · c5 чорний хрестик · c4 білий пішак · e4 чорний хрестик · e3 чорний хрестик · e2 білий пішак | e7 білий кружок · g7 білий кружок · f6 білий пішак · c5 чорний хрестик · c4 білий пішак · e4 чорний хрестик · e3 чорний хрестик · e2 білий пішак | e7 білий кружок · g7 білий кружок · f6 білий пішак · c5 чорний хрестик · c4 білий пішак · e4 чорний хрестик · e3 чорний хрестик · e2 білий пішак | e7 білий кружок · g7 білий кружок · f6 білий пішак · c5 чорний хрестик · c4 білий пішак · e4 чорний хрестик · e3 чорний хрестик · e2 білий пішак | 8 |
| 7 | e7 білий кружок · g7 білий кружок · f6 білий пішак · c5 чорний хрестик · c4 білий пішак · e4 чорний хрестик · e3 чорний хрестик · e2 білий пішак | e7 білий кружок · g7 білий кружок · f6 білий пішак · c5 чорний хрестик · c4 білий пішак · e4 чорний хрестик · e3 чорний хрестик · e2 білий пішак | e7 білий кружок · g7 білий кружок · f6 білий пішак · c5 чорний хрестик · c4 білий пішак · e4 чорний хрестик · e3 чорний хрестик · e2 білий пішак | e7 білий кружок · g7 білий кружок · f6 білий пішак · c5 чорний хрестик · c4 білий пішак · e4 чорний хрестик · e3 чорний хрестик · e2 білий пішак | e7 білий кружок · g7 білий кружок · f6 білий пішак · c5 чорний хрестик · c4 білий пішак · e4 чорний хрестик · e3 чорний хрестик · e2 білий пішак | e7 білий кружок · g7 білий кружок · f6 білий пішак · c5 чорний хрестик · c4 білий пішак · e4 чорний хрестик · e3 чорний хрестик · e2 білий пішак | e7 білий кружок · g7 білий кружок · f6 білий пішак · c5 чорний хрестик · c4 білий пішак · e4 чорний хрестик · e3 чорний хрестик · e2 білий пішак | e7 білий кружок · g7 білий кружок · f6 білий пішак · c5 чорний хрестик · c4 білий пішак · e4 чорний хрестик · e3 чорний хрестик · e2 білий пішак | 7 |
| 6 | e7 білий кружок · g7 білий кружок · f6 білий пішак · c5 чорний хрестик · c4 білий пішак · e4 чорний хрестик · e3 чорний хрестик · e2 білий пішак | e7 білий кружок · g7 білий кружок · f6 білий пішак · c5 чорний хрестик · c4 білий пішак · e4 чорний хрестик · e3 чорний хрестик · e2 білий пішак | e7 білий кружок · g7 білий кружок · f6 білий пішак · c5 чорний хрестик · c4 білий пішак · e4 чорний хрестик · e3 чорний хрестик · e2 білий пішак | e7 білий кружок · g7 білий кружок · f6 білий пішак · c5 чорний хрестик · c4 білий пішак · e4 чорний хрестик · e3 чорний хрестик · e2 білий пішак | e7 білий кружок · g7 білий кружок · f6 білий пішак · c5 чорний хрестик · c4 білий пішак · e4 чорний хрестик · e3 чорний хрестик · e2 білий пішак | e7 білий кружок · g7 білий кружок · f6 білий пішак · c5 чорний хрестик · c4 білий пішак · e4 чорний хрестик · e3 чорний хрестик · e2 білий пішак | e7 білий кружок · g7 білий кружок · f6 білий пішак · c5 чорний хрестик · c4 білий пішак · e4 чорний хрестик · e3 чорний хрестик · e2 білий пішак | e7 білий кружок · g7 білий кружок · f6 білий пішак · c5 чорний хрестик · c4 білий пішак · e4 чорний хрестик · e3 чорний хрестик · e2 білий пішак | 6 |
| 5 | e7 білий кружок · g7 білий кружок · f6 білий пішак · c5 чорний хрестик · c4 білий пішак · e4 чорний хрестик · e3 чорний хрестик · e2 білий пішак | e7 білий кружок · g7 білий кружок · f6 білий пішак · c5 чорний хрестик · c4 білий пішак · e4 чорний хрестик · e3 чорний хрестик · e2 білий пішак | e7 білий кружок · g7 білий кружок · f6 білий пішак · c5 чорний хрестик · c4 білий пішак · e4 чорний хрестик · e3 чорний хрестик · e2 білий пішак | e7 білий кружок · g7 білий кружок · f6 білий пішак · c5 чорний хрестик · c4 білий пішак · e4 чорний хрестик · e3 чорний хрестик · e2 білий пішак | e7 білий кружок · g7 білий кружок · f6 білий пішак · c5 чорний хрестик · c4 білий пішак · e4 чорний хрестик · e3 чорний хрестик · e2 білий пішак | e7 білий кружок · g7 білий кружок · f6 білий пішак · c5 чорний хрестик · c4 білий пішак · e4 чорний хрестик · e3 чорний хрестик · e2 білий пішак | e7 білий кружок · g7 білий кружок · f6 білий пішак · c5 чорний хрестик · c4 білий пішак · e4 чорний хрестик · e3 чорний хрестик · e2 білий пішак | e7 білий кружок · g7 білий кружок · f6 білий пішак · c5 чорний хрестик · c4 білий пішак · e4 чорний хрестик · e3 чорний хрестик · e2 білий пішак | 5 |
| 4 | e7 білий кружок · g7 білий кружок · f6 білий пішак · c5 чорний хрестик · c4 білий пішак · e4 чорний хрестик · e3 чорний хрестик · e2 білий пішак | e7 білий кружок · g7 білий кружок · f6 білий пішак · c5 чорний хрестик · c4 білий пішак · e4 чорний хрестик · e3 чорний хрестик · e2 білий пішак | e7 білий кружок · g7 білий кружок · f6 білий пішак · c5 чорний хрестик · c4 білий пішак · e4 чорний хрестик · e3 чорний хрестик · e2 білий пішак | e7 білий кружок · g7 білий кружок · f6 білий пішак · c5 чорний хрестик · c4 білий пішак · e4 чорний хрестик · e3 чорний хрестик · e2 білий пішак | e7 білий кружок · g7 білий кружок · f6 білий пішак · c5 чорний хрестик · c4 білий пішак · e4 чорний хрестик · e3 чорний хрестик · e2 білий пішак | e7 білий кружок · g7 білий кружок · f6 білий пішак · c5 чорний хрестик · c4 білий пішак · e4 чорний хрестик · e3 чорний хрестик · e2 білий пішак | e7 білий кружок · g7 білий кружок · f6 білий пішак · c5 чорний хрестик · c4 білий пішак · e4 чорний хрестик · e3 чорний хрестик · e2 білий пішак | e7 білий кружок · g7 білий кружок · f6 білий пішак · c5 чорний хрестик · c4 білий пішак · e4 чорний хрестик · e3 чорний хрестик · e2 білий пішак | 4 |
| 3 | e7 білий кружок · g7 білий кружок · f6 білий пішак · c5 чорний хрестик · c4 білий пішак · e4 чорний хрестик · e3 чорний хрестик · e2 білий пішак | e7 білий кружок · g7 білий кружок · f6 білий пішак · c5 чорний хрестик · c4 білий пішак · e4 чорний хрестик · e3 чорний хрестик · e2 білий пішак | e7 білий кружок · g7 білий кружок · f6 білий пішак · c5 чорний хрестик · c4 білий пішак · e4 чорний хрестик · e3 чорний хрестик · e2 білий пішак | e7 білий кружок · g7 білий кружок · f6 білий пішак · c5 чорний хрестик · c4 білий пішак · e4 чорний хрестик · e3 чорний хрестик · e2 білий пішак | e7 білий кружок · g7 білий кружок · f6 білий пішак · c5 чорний хрестик · c4 білий пішак · e4 чорний хрестик · e3 чорний хрестик · e2 білий пішак | e7 білий кружок · g7 білий кружок · f6 білий пішак · c5 чорний хрестик · c4 білий пішак · e4 чорний хрестик · e3 чорний хрестик · e2 білий пішак | e7 білий кружок · g7 білий кружок · f6 білий пішак · c5 чорний хрестик · c4 білий пішак · e4 чорний хрестик · e3 чорний хрестик · e2 білий пішак | e7 білий кружок · g7 білий кружок · f6 білий пішак · c5 чорний хрестик · c4 білий пішак · e4 чорний хрестик · e3 чорний хрестик · e2 білий пішак | 3 |
| 2 | e7 білий кружок · g7 білий кружок · f6 білий пішак · c5 чорний хрестик · c4 білий пішак · e4 чорний хрестик · e3 чорний хрестик · e2 білий пішак | e7 білий кружок · g7 білий кружок · f6 білий пішак · c5 чорний хрестик · c4 білий пішак · e4 чорний хрестик · e3 чорний хрестик · e2 білий пішак | e7 білий кружок · g7 білий кружок · f6 білий пішак · c5 чорний хрестик · c4 білий пішак · e4 чорний хрестик · e3 чорний хрестик · e2 білий пішак | e7 білий кружок · g7 білий кружок · f6 білий пішак · c5 чорний хрестик · c4 білий пішак · e4 чорний хрестик · e3 чорний хрестик · e2 білий пішак | e7 білий кружок · g7 білий кружок · f6 білий пішак · c5 чорний хрестик · c4 білий пішак · e4 чорний хрестик · e3 чорний хрестик · e2 білий пішак | e7 білий кружок · g7 білий кружок · f6 білий пішак · c5 чорний хрестик · c4 білий пішак · e4 чорний хрестик · e3 чорний хрестик · e2 білий пішак | e7 білий кружок · g7 білий кружок · f6 білий пішак · c5 чорний хрестик · c4 білий пішак · e4 чорний хрестик · e3 чорний хрестик · e2 білий пішак | e7 білий кружок · g7 білий кружок · f6 білий пішак · c5 чорний хрестик · c4 білий пішак · e4 чорний хрестик · e3 чорний хрестик · e2 білий пішак | 2 |
| 1 | e7 білий кружок · g7 білий кружок · f6 білий пішак · c5 чорний хрестик · c4 білий пішак · e4 чорний хрестик · e3 чорний хрестик · e2 білий пішак | e7 білий кружок · g7 білий кружок · f6 білий пішак · c5 чорний хрестик · c4 білий пішак · e4 чорний хрестик · e3 чорний хрестик · e2 білий пішак | e7 білий кружок · g7 білий кружок · f6 білий пішак · c5 чорний хрестик · c4 білий пішак · e4 чорний хрестик · e3 чорний хрестик · e2 білий пішак | e7 білий кружок · g7 білий кружок · f6 білий пішак · c5 чорний хрестик · c4 білий пішак · e4 чорний хрестик · e3 чорний хрестик · e2 білий пішак | e7 білий кружок · g7 білий кружок · f6 білий пішак · c5 чорний хрестик · c4 білий пішак · e4 чорний хрестик · e3 чорний хрестик · e2 білий пішак | e7 білий кружок · g7 білий кружок · f6 білий пішак · c5 чорний хрестик · c4 білий пішак · e4 чорний хрестик · e3 чорний хрестик · e2 білий пішак | e7 білий кружок · g7 білий кружок · f6 білий пішак · c5 чорний хрестик · c4 білий пішак · e4 чорний хрестик · e3 чорний хрестик · e2 білий пішак | e7 білий кружок · g7 білий кружок · f6 білий пішак · c5 чорний хрестик · c4 білий пішак · e4 чорний хрестик · e3 чорний хрестик · e2 білий пішак | 1 |
|   | a | b | c | d | e | f | g | h |   |

Головною відміною пішаків від усіх інших фігур є заборона руху у зворотному напрямку. Пішаки ходять лише вперед за вертикаллю на одну клітину; з початкової позиції може зробити хід одразу на дві клітини у тому випадку, якщо обидві клітини вільні. Якщо з початкової позиції пішак йде на дві клітини вперед та опиняється при цьому поруч (за горизонталлю) з пішаком суперника, останній може виконати так зване взяття на проході.
Пішак не атакує так само, як він рухається. Пішак захоплює інші фігури по діагоналі, на одну клітину вперед вліво або вправо. На діаграмі зверху білий пішак може атакувати e7 або g7.

## Правило «минаючого пішака»
|   | a                                                                      | b                                                                      | c                                                                      | d                                                                      | e                                                                      | f                                                                      | g                                                                      | h                                                                      |   |
| 8 | c7 чорний хрестик · c6 білий кружок · c5 чорний пішак · d5 білий пішак | c7 чорний хрестик · c6 білий кружок · c5 чорний пішак · d5 білий пішак | c7 чорний хрестик · c6 білий кружок · c5 чорний пішак · d5 білий пішак | c7 чорний хрестик · c6 білий кружок · c5 чорний пішак · d5 білий пішак | c7 чорний хрестик · c6 білий кружок · c5 чорний пішак · d5 білий пішак | c7 чорний хрестик · c6 білий кружок · c5 чорний пішак · d5 білий пішак | c7 чорний хрестик · c6 білий кружок · c5 чорний пішак · d5 білий пішак | c7 чорний хрестик · c6 білий кружок · c5 чорний пішак · d5 білий пішак | 8 |
| 7 | c7 чорний хрестик · c6 білий кружок · c5 чорний пішак · d5 білий пішак | c7 чорний хрестик · c6 білий кружок · c5 чорний пішак · d5 білий пішак | c7 чорний хрестик · c6 білий кружок · c5 чорний пішак · d5 білий пішак | c7 чорний хрестик · c6 білий кружок · c5 чорний пішак · d5 білий пішак | c7 чорний хрестик · c6 білий кружок · c5 чорний пішак · d5 білий пішак | c7 чорний хрестик · c6 білий кружок · c5 чорний пішак · d5 білий пішак | c7 чорний хрестик · c6 білий кружок · c5 чорний пішак · d5 білий пішак | c7 чорний хрестик · c6 білий кружок · c5 чорний пішак · d5 білий пішак | 7 |
| 6 | c7 чорний хрестик · c6 білий кружок · c5 чорний пішак · d5 білий пішак | c7 чорний хрестик · c6 білий кружок · c5 чорний пішак · d5 білий пішак | c7 чорний хрестик · c6 білий кружок · c5 чорний пішак · d5 білий пішак | c7 чорний хрестик · c6 білий кружок · c5 чорний пішак · d5 білий пішак | c7 чорний хрестик · c6 білий кружок · c5 чорний пішак · d5 білий пішак | c7 чорний хрестик · c6 білий кружок · c5 чорний пішак · d5 білий пішак | c7 чорний хрестик · c6 білий кружок · c5 чорний пішак · d5 білий пішак | c7 чорний хрестик · c6 білий кружок · c5 чорний пішак · d5 білий пішак | 6 |
| 5 | c7 чорний хрестик · c6 білий кружок · c5 чорний пішак · d5 білий пішак | c7 чорний хрестик · c6 білий кружок · c5 чорний пішак · d5 білий пішак | c7 чорний хрестик · c6 білий кружок · c5 чорний пішак · d5 білий пішак | c7 чорний хрестик · c6 білий кружок · c5 чорний пішак · d5 білий пішак | c7 чорний хрестик · c6 білий кружок · c5 чорний пішак · d5 білий пішак | c7 чорний хрестик · c6 білий кружок · c5 чорний пішак · d5 білий пішак | c7 чорний хрестик · c6 білий кружок · c5 чорний пішак · d5 білий пішак | c7 чорний хрестик · c6 білий кружок · c5 чорний пішак · d5 білий пішак | 5 |
| 4 | c7 чорний хрестик · c6 білий кружок · c5 чорний пішак · d5 білий пішак | c7 чорний хрестик · c6 білий кружок · c5 чорний пішак · d5 білий пішак | c7 чорний хрестик · c6 білий кружок · c5 чорний пішак · d5 білий пішак | c7 чорний хрестик · c6 білий кружок · c5 чорний пішак · d5 білий пішак | c7 чорний хрестик · c6 білий кружок · c5 чорний пішак · d5 білий пішак | c7 чорний хрестик · c6 білий кружок · c5 чорний пішак · d5 білий пішак | c7 чорний хрестик · c6 білий кружок · c5 чорний пішак · d5 білий пішак | c7 чорний хрестик · c6 білий кружок · c5 чорний пішак · d5 білий пішак | 4 |
| 3 | c7 чорний хрестик · c6 білий кружок · c5 чорний пішак · d5 білий пішак | c7 чорний хрестик · c6 білий кружок · c5 чорний пішак · d5 білий пішак | c7 чорний хрестик · c6 білий кружок · c5 чорний пішак · d5 білий пішак | c7 чорний хрестик · c6 білий кружок · c5 чорний пішак · d5 білий пішак | c7 чорний хрестик · c6 білий кружок · c5 чорний пішак · d5 білий пішак | c7 чорний хрестик · c6 білий кружок · c5 чорний пішак · d5 білий пішак | c7 чорний хрестик · c6 білий кружок · c5 чорний пішак · d5 білий пішак | c7 чорний хрестик · c6 білий кружок · c5 чорний пішак · d5 білий пішак | 3 |
| 2 | c7 чорний хрестик · c6 білий кружок · c5 чорний пішак · d5 білий пішак | c7 чорний хрестик · c6 білий кружок · c5 чорний пішак · d5 білий пішак | c7 чорний хрестик · c6 білий кружок · c5 чорний пішак · d5 білий пішак | c7 чорний хрестик · c6 білий кружок · c5 чорний пішак · d5 білий пішак | c7 чорний хрестик · c6 білий кружок · c5 чорний пішак · d5 білий пішак | c7 чорний хрестик · c6 білий кружок · c5 чорний пішак · d5 білий пішак | c7 чорний хрестик · c6 білий кружок · c5 чорний пішак · d5 білий пішак | c7 чорний хрестик · c6 білий кружок · c5 чорний пішак · d5 білий пішак | 2 |
| 1 | c7 чорний хрестик · c6 білий кружок · c5 чорний пішак · d5 білий пішак | c7 чорний хрестик · c6 білий кружок · c5 чорний пішак · d5 білий пішак | c7 чорний хрестик · c6 білий кружок · c5 чорний пішак · d5 білий пішак | c7 чорний хрестик · c6 білий кружок · c5 чорний пішак · d5 білий пішак | c7 чорний хрестик · c6 білий кружок · c5 чорний пішак · d5 білий пішак | c7 чорний хрестик · c6 білий кружок · c5 чорний пішак · d5 білий пішак | c7 чорний хрестик · c6 білий кружок · c5 чорний пішак · d5 білий пішак | c7 чорний хрестик · c6 білий кружок · c5 чорний пішак · d5 білий пішак | 1 |
|   | a                                                                      | b                                                                      | c                                                                      | d                                                                      | e                                                                      | f                                                                      | g                                                                      | h                                                                      |   |

Існує специфічне правило «минаючого пішака» або «взяття на проході» (фр. en passant).
Пішак може бити іншого пішака, якщо той зробив перший хід, перестрибнувши одну клітинку, а ворожий пішак опинився збоку.

## Перетворення
Якщо пішак досягнув останньої лінії, гравець має право замінити його на ферзя, туру, слона чи коня «свого» кольору. Це перетворення є частиною того же самого ходу.
При цьому байдуже, скільки таких фігур вже є на дошці. Здебільшого пішака перетворюють на ферзя (найсильнішу фігуру), але у деяких випадках пішака вигідніше перетворити на іншу фігуру.
Перетворитися на короля пішак може лише у грі в анти-шахи. У тайських шахах пішак перетворюється лише на королеву.

## Галерея

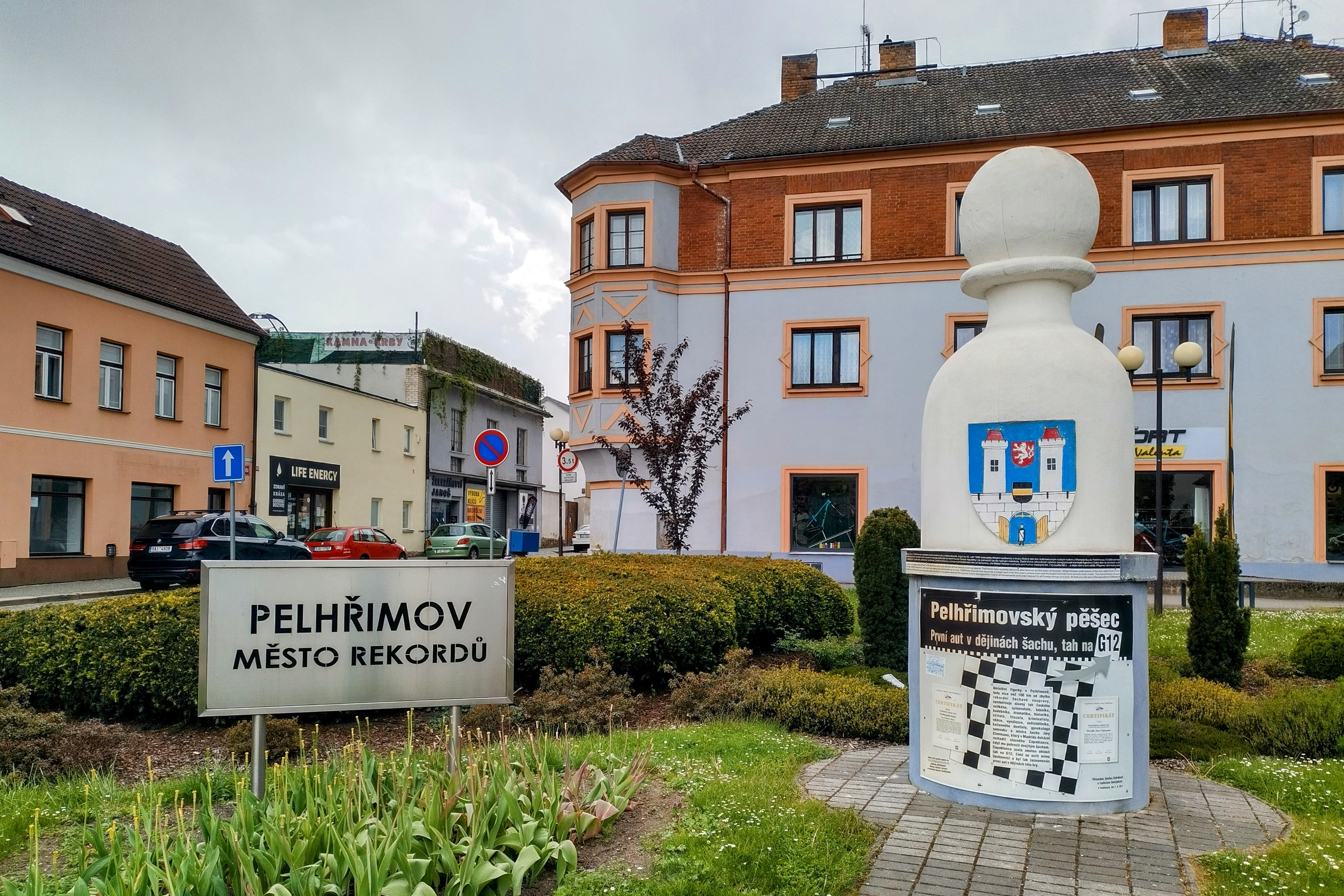
Пам'ятка "Пельгржимівський пішак"